# Saison 7 de Chicago PD
Chronologie
Saison 6 Saison 8
Cet article présente le guide des épisodes de la septième saison de la série télévisée américaine Chicago PD.

## Généralités
- Aux États-Unis, la saison est diffusée du 25 septembre 2019 au 15 avril 2020 sur NBC.
- Au Canada, la saison est diffusée en simultanée sur le réseau Citytv[1].

### Synopsis
La série décrit le quotidien de plusieurs patrouilleurs en tenue et de membres de l'unité des renseignements criminels affectés au 21e district du Chicago Police Department.

## Distribution

### Acteurs principaux
- Jason Beghe (VF : Thierry Hancisse) : Sergent Henry « Hank » Voight
- Jesse Lee Soffer : Detective Jay Halstead
- Tracy Spiridakos : Detective Hailey Upton
- Patrick Flueger (VF : Sébastien Desjours) : Lieutenant Adam Ruzek
- Marina Squerciati (VF : Olivia Nicosia) : Lieutenant Kim Burgess
- LaRoyce Hawkins (VF : Daniel Lobé) : Lieutenant Kevin Atwater
- Amy Morton (VF : Françoise Vallon) : Sergent Trudy Platt
- Lisseth Chavez : Officier Vanessa Rojas[2]

### Acteurs récurrents
- Paul Adelstein : Jason Crawford[3]
- Michael Beach : Darius Walker[4]

### Invités spéciaux
- Anne Heche : Katherine Brennan
- Brian Geraghty (VF : Alexandre Gillet) : Officier Sean Roman[5] (épisode 15)

## Liste des épisodes

### Épisode 1:Triste coup du sort
- États-Unis /  Canada : 25 septembre 2019 sur NBC / Citytv
- France : 13 janvier 2021 sur TF1
- Belgique : 24 mars 2021 sur RTL-TVI

- États-Unis : 6,49 millions de téléspectateurs (première diffusion)

### Épisode 2:Un criminel idéaliste
- États-Unis /  Canada : 2 octobre 2019 sur NBC / Citytv
- France : 13 janvier 2021 sur TF1
- Belgique : 24 mars 2021 sur RTL-TVI

- États-Unis : 5,90 millions de téléspectateurs (première diffusion)

### Épisode 3:Les Protégées
- États-Unis /  Canada : 9 octobre 2019 sur NBC / Citytv
- France : 20 janvier 2021 sur TF1
- Belgique : 31 mars 2021 sur RTL-TVI

- États-Unis : 6,34 millions de téléspectateurs (première diffusion)

### Épisode 4:La fin justifie les moyens
- États-Unis /  Canada : 16 octobre 2019 sur NBC / Citytv
- France : 20 janvier 2021 sur TF1
- Belgique : 31 mars 2021 sur RTL-TVI

- États-Unis : 8,62 millions de téléspectateurs (première diffusion)

Alors qu'ils se préparaient à regarder un match de football américain, une personne tombe malade. La personne est transférée à Chicago Med et il s'avère qu'il s'agit d'une maladie inconnue qui fait des ravages sur de nombreuses victimes dans la ville et qu'il pourrait s'agir d'une attaque terroriste.

### Épisode 5:La Famille d’abord
- États-Unis /  Canada : 23 octobre 2019 sur NBC / Citytv
- France : 27 janvier 2021 sur TF1
- Belgique : 31 mars 2021 sur RTL-TVI

- États-Unis : 6,64 millions de téléspectateurs (première diffusion)

### Épisode 6:Faux positif
- États-Unis /  Canada : 30 octobre 2019 sur NBC / Citytv
- Belgique : 7 avril 2021 sur RTL-TVI

- États-Unis : 6,29 millions de téléspectateurs (première diffusion)

### Épisode 7:Profession: indic
- États-Unis /  Canada : 6 novembre 2019 sur NBC / Citytv
- Belgique : 7 avril 2021 sur RTL-TVI

- États-Unis : 6,44 millions de téléspectateurs (première diffusion)

### Épisode 8:Sans regrets
- États-Unis /  Canada : 13 novembre 2019 sur NBC / Citytv
- Belgique : 14 avril 2021 sur RTL-TVI

- États-Unis : 6,47 millions de téléspectateurs (première diffusion)

### Épisode 9:Le Loup et sa meute
- États-Unis /  Canada : 20 novembre 2019 sur NBC / Citytv
- Belgique : 14 avril 2021 sur RTL-TVI

- États-Unis : 6,88 millions de téléspectateurs (première diffusion)

### Épisode 10:Comme un père
- États-Unis /  Canada : 8 janvier 2020 sur NBC / Citytv
- Belgique : 21 avril 2021 sur RTL-TVI

- États-Unis : 7,02 millions de téléspectateurs (première diffusion)
- France : 10 février 2021 sur TF1

### Épisode 11:Canaryville
- États-Unis /  Canada : 15 janvier 2020 sur NBC / Citytv
- Belgique : 21 avril 2021 sur RTL-TVI

- États-Unis : 6,78 millions de téléspectateurs (première diffusion)

### Épisode 12:Le Bûcher de la cupidité
- États-Unis /  Canada : 22 janvier 2020 sur NBC / Citytv
- Belgique : 28 avril 2021 sur RTL-TVI

- États-Unis : 6,91 millions de téléspectateurs (première diffusion)

### Épisode 13:Services d'urgence, je vous écoute?
- États-Unis /  Canada : 5 février 2020 sur NBC / Citytv
- Belgique : 28 avril 2021 sur RTL-TVI

- États-Unis : 7,14 millions de téléspectateurs (première diffusion)

### Épisode 14:Usurpation d'identité
- États-Unis /  Canada : 12 février 2020 sur NBC / Citytv
- Belgique : 5 mai 2021 sur RTL-TVI

- États-Unis : 7 millions de téléspectateurs (première diffusion)

### Épisode 15:À la recherche du dealer
- États-Unis /  Canada : 26 février 2020 sur NBC / Citytv
- Belgique : 27 novembre 2020 sur RTL-TVI

- États-Unis : 8,12 millions de téléspectateurs (première diffusion)

### Épisode 16:Sous les coups
- États-Unis /  Canada : 4 mars 2020 sur NBC / Citytv
- Belgique : 5 mai 2021 sur RTL-TVI

- États-Unis : 7,07 millions de téléspectateurs (première diffusion)

### Épisode 17:Guerre des gangs
- États-Unis /  Canada : 18 mars 2020 sur NBC / Citytv
- Belgique : 12 mai 2021 sur RTL-TVI

- États-Unis : 7,50 millions de téléspectateurs (première diffusion)

### Épisode 18:Intérêts personnels
- États-Unis /  Canada : 25 mars 2020 sur NBC / Citytv
- Belgique : 12 mai 2021 sur RTL-TVI

- États-Unis : 7,75 millions de téléspectateurs (première diffusion)

### Épisode 19:Kidnapping sous haute tension
- États-Unis /  Canada : 8 avril 2020 sur NBC / Citytv
- Belgique : 19 mai 2021 sur RTL-TVI

- États-Unis : 7,75 millions de téléspectateurs (première diffusion)

### Épisode 20:Le Silence de la nuit
- États-Unis /  Canada : 15 avril 2020 sur NBC / Citytv
- Belgique : 19 mai 2021 sur RTL-TVI

- États-Unis : 7,82 millions de téléspectateurs (première diffusion)

Finale de la saison. Dernier épisode tourné avant l'arrêt forcé par la Maladie à coronavirus 2019.